# Tetsuya Chiba
Tetsuya Chiba (千葉 徹彌/ちばてつや Chiba Tetsuya?, Tokio, 1 de noviembre de 1939) es un mangaka japonés. Tetsugaya nació en Tokio, Japón, pero vivió la mayor parte de su niñez en Manchuria cuando todavía era la colonia de la Segunda Guerra Mundial. Su padre trabajaba en una fábrica de papel cuando Tetsuya y su familia vivía en China. Uno de sus hermanos menores, Akio Chiba, también es mangaka. Los trabajos de Chiba incluyen Tomorrow's Joe (Ashita no Joe), su más famosa obra. A pesar de la antigüedad de sus trabajos, aun sigue teniendo popularidad y fama en Japón.

## Biografía
En el término de la Segunda Guerra Mundial, su padre pudo volver a Japón. En el año 1956, aun en la escuela secundaria, Chiba escribe su primer trabajo llamado Fukushū no Semushi Otoko, el cual fue publicado y le pagaron ¥12315. En el año 1958, hizo su debut profesional con el manga denominado Libro Shōjo con Butōkai no Shōjo. En los años 60, escribe y publica mangas del tipo shōnen y shōjo. Chiba gana el premio Shōgakukan en la categoría seinen/general manga en el año 1977 por su obra llamada Notari Matsutarō.
En el año 2009, recibió el galardón especial, otorgado por los 100 años de la editorial Kōdansha, en los Kodansha Manga Award.
En 2022, se convirtió en el primer artista de manga en ser nominado como miembro de la Academia de Arte de Japón (junto con Yoshiharu Tsuge).
En 2024 fue galardonado con la Orden de la Cultura, convirtiéndose en el primer artista de manga en recibir este honor.

## Trabajos
Están listados cronológicamente.
- Chikai no Makyū (Weekly Shonen Magazine, Kōdansha, enero de 1961–diciembre de 1962, creado por Kazuya Fukumoto)
- 1•2•3 to 4•5•Roku (Shōjo Club, Kodansha, enero–diciembre de 1962)
- Shidenkai no Taka (Weekly Shonen Magazine, julio de 1963-enero de 1965)
- Harisu no Kaze (Weekly Shonen Magazine, abril de 1965-noviembre de 1967)
- Misokkasu (Shōjo Friend, Kodansha, agosto de 1966-agosto de 1967)
- Ashita no Joe (Weekly Shonen Magazine, enero de 1968-junio de 1973, written by Asao Takamori)
- Akane-chan (Shōjo Friend, 6 de abril de 1968- 29 de septiembre de 1968)
- Hotaru Minako (Weekly Shonen Magazine, septiembre de 1972)
- Ore wa Teppei (Weekly Shonen Magazine, agosto de 1973-abril de 1980)
- Notari Matsutarō (Big Comic, Shōgakukan, agosto de 1973-junio de 1993 y octubre de 1995-mayo de 1998)
- Ashita Tenki ni Naare (Weekly Shonen Magazine, enero de 1981-mayo de 1991)
- Shōnen yo Racket o Idake (Weekly Shonen Magazine, mayo de 1992-junio de 1994)